# Han Reil

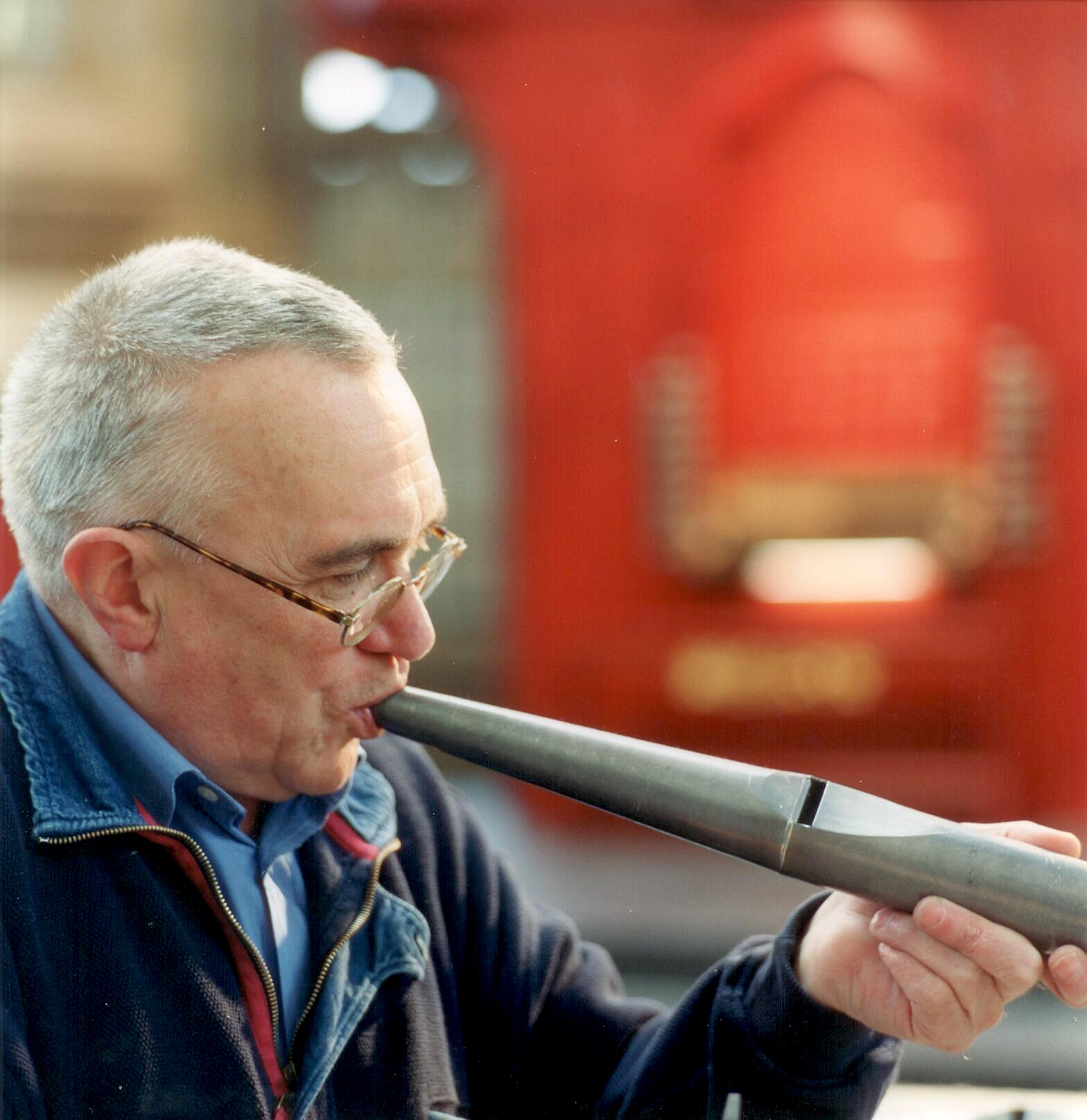
Han intoneert orgelpijp

Johann Ludwig (Han) Reil (Heerde, 21 april 1939 – aldaar, 4 februari 2024) was een Nederlands orgelbouwer en politicus.
Hij was zoon van de in 1938 getrouwde Berendina Johanna de Brake en Johann Reil (1907-1960) die zich in 1937 vanuit Rotterdam en Utrecht in Heerde vestigde en daar de firma Reil stichtte. Ook broer Albert Reil werd die wereld ingetrokken. Daar waar Han de orgels bouwde, verzorgde Albert de zakelijke kant. Han Reil was getrouwd met Aly van de Beek; zoon Hans Reil nam na het overlijden van Albert in 2001 in wezen het bedrijf over, maar zijn vader bleef tot zijn dood bij de zaak betrokken.
Han Reil leerde het vak van zijn vader en ging in de leer bij orgelbouwers de Zwitserse Firma Kuhn in Männedorf. Een opleiding aan de Hogere technische school (HTS) zorgde voor de ondergrond. Reil stond bekend vanwege zijn grote kennis van orgels uit de hoogtijperiode 16e tot en met 18e eeuw en probeerde in die stijl verder te gaan. Om dat voor elkaar te krijgen maakte hij onder meer studiereizen naar de Duitse Democratische Republiek waar hij dergelijke orgels nog volop aantrof, hoewel vaak in deplorabele staat. Werden de Reil-orgels eerst nog samengesteld uit fabriekspakketten, in de jaren zeventig wendde Reil zich tot het handmatig opzetten, pijp voor pijp; het leverde de niet altijd geliefde historiserende nieuwbouw op (nieuw dat er als oud uitziet).   
Reil zou met zijn firma honderden orgels opbouwen, niet alleen in Nederland maar ook ver daarbuiten, tot in Japan aan toe. Daarbij verschoven zijn werkzaamheden van het kopiëren van oude orgels tot eigen modellen. Hij was veel ter plekke om de orgels af te stemmen op de akoestiek van de ruimte en de winddruk (kracht waarmee de lucht door de pijpen wordt gestuwd) daarop aan te passen. Uiteraard moest er ook gekeken worden naar inrichting (omgeving), de kast om het orgel en intonatie van de pijpen. Naast het bouwen van nieuwe orgels, was hij betrokken bij talloze reparaties en renovaties van (eeuwen)oude orgels. Hij was voort betrokken bij de oprichting van het Nationaal Orgelmuseum in Elburg.
Naast bovenstaande werkzaamheden was hij vierentwintig jaar betrokken bij de plaatselijke politiek; hij was daarbij raadslid namens en fractievoorzitter in het Christen-Democratisch Appèl. Zijn grootste inzet was het behoud van cultureel in erfgoed in Heerde, dat gold ook voor zijn door hemzelf gerestaureerde woning aan de Soerelseweg en het Van Meurspark.  
Zijn begrafenisdienst werd gehouden in de Johanneskerk bij een orgel dat hijzelf gebouwd had. Hij werd begraven op Begraafplaats Engelsmankamp te Heerde. Voor zijn werk was Reil benoemd tot ridder in de Orde van Oranje-Nassau. 